# Montaña Palentina
La Montaña Palentina es una comarca de la provincia de Palencia, en Castilla y León, en España. Es la división subprovincial utilizada por la Diputación de Palencia en sus publicaciones, aunque no se corresponde con la comarca natural, ya que no incluye a La Valdivia, en el Este. 
Cuenta con una población de 20 527 habitantes. Aguilar de Campoo constituye el núcleo urbano más poblado, con alrededor de 6800 habitantes.

## Geografía
La comarca de la Montaña está unificada desde el punto de vista geográfico por su carácter accidentado, aunque tradicionalmente las comunicaciones no han sido fáciles entre los distintos sectores por esta misma razón. El nombre hace referencia a su pertenencia a una unidad administrativa, la provincia de Palencia, aunque la gran distancia a la capital y la diferencia con el resto de las comarcas de esta provincia la convierten en una unidad singular.

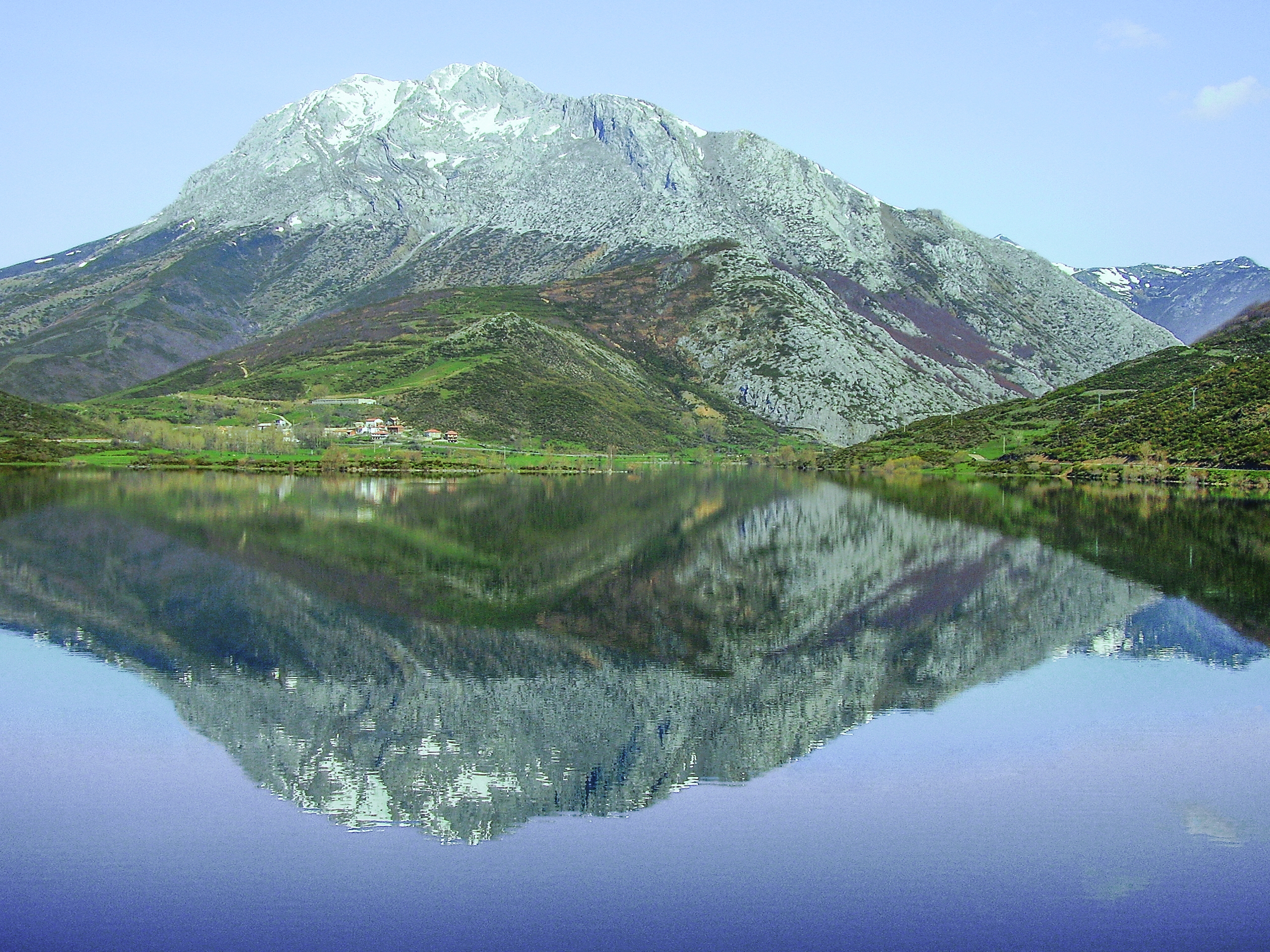
El Espigüete, una de las cumbres más características de la Montaña Palentina, con sus 2450

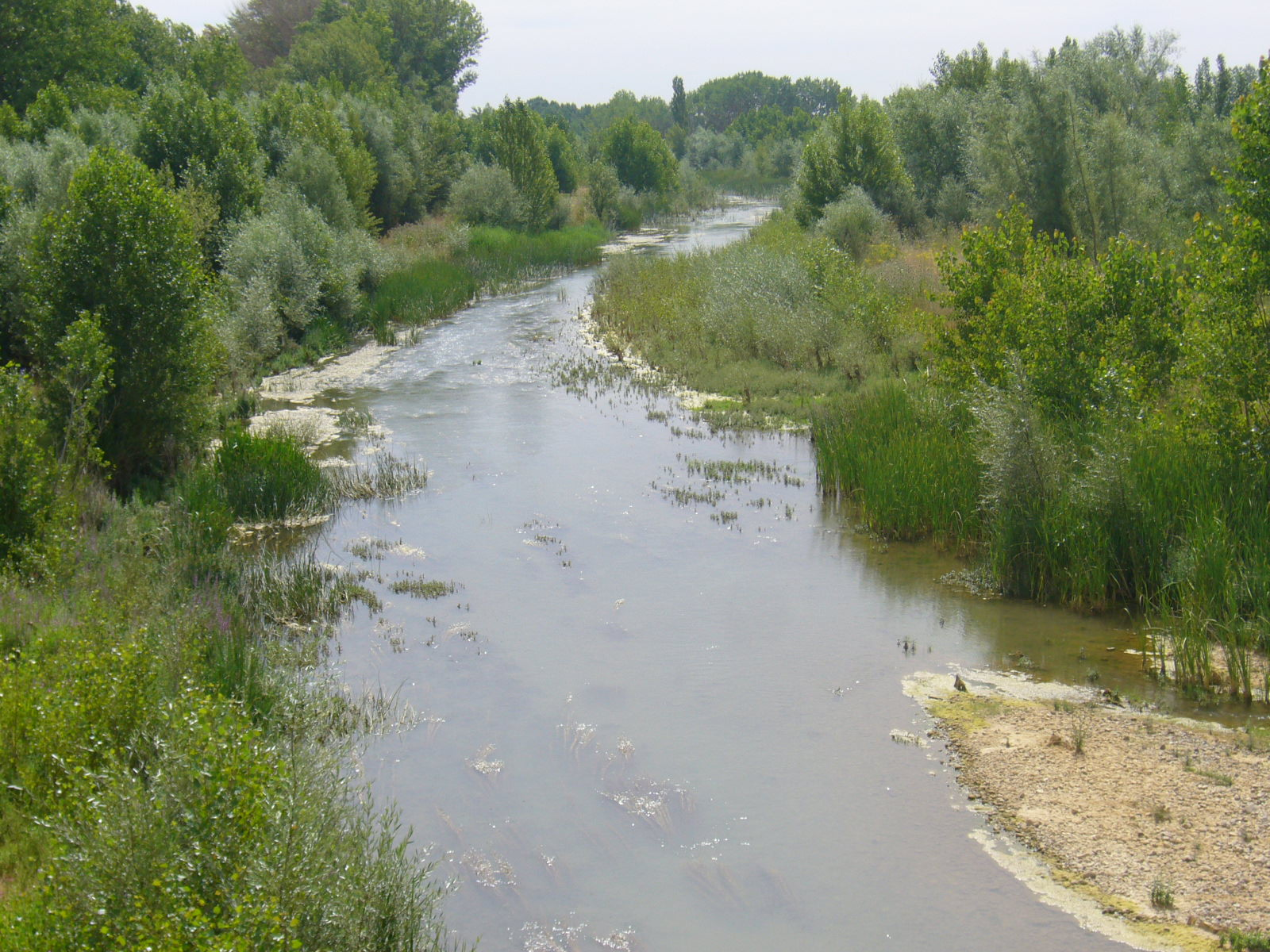
El río Valdavia, uno de los muchos que riegan la comarca

La Montaña Palentina posee un medio natural de gran calidad ambiental y paisajística que se encuentra preservado, en una gran parte de la superficie, bajo tres figuras de protección: parque natural Montaña Palentina, Espacio Natural de Covalagua y el Espacio Natural de Las Tuerces.
Las características paisajísticas y etnográficas la hacen muy atractiva como ejemplo de turismo en el espacio rural. En los últimos años se ha dotado de unos recursos y una infraestructura turística consolidados y apostando por continuar considerando el turismo como uno de los elementos estratégicos para revitalizar este territorio, sin olvidar la integración en el resto de las actividades económicas de la comarca.

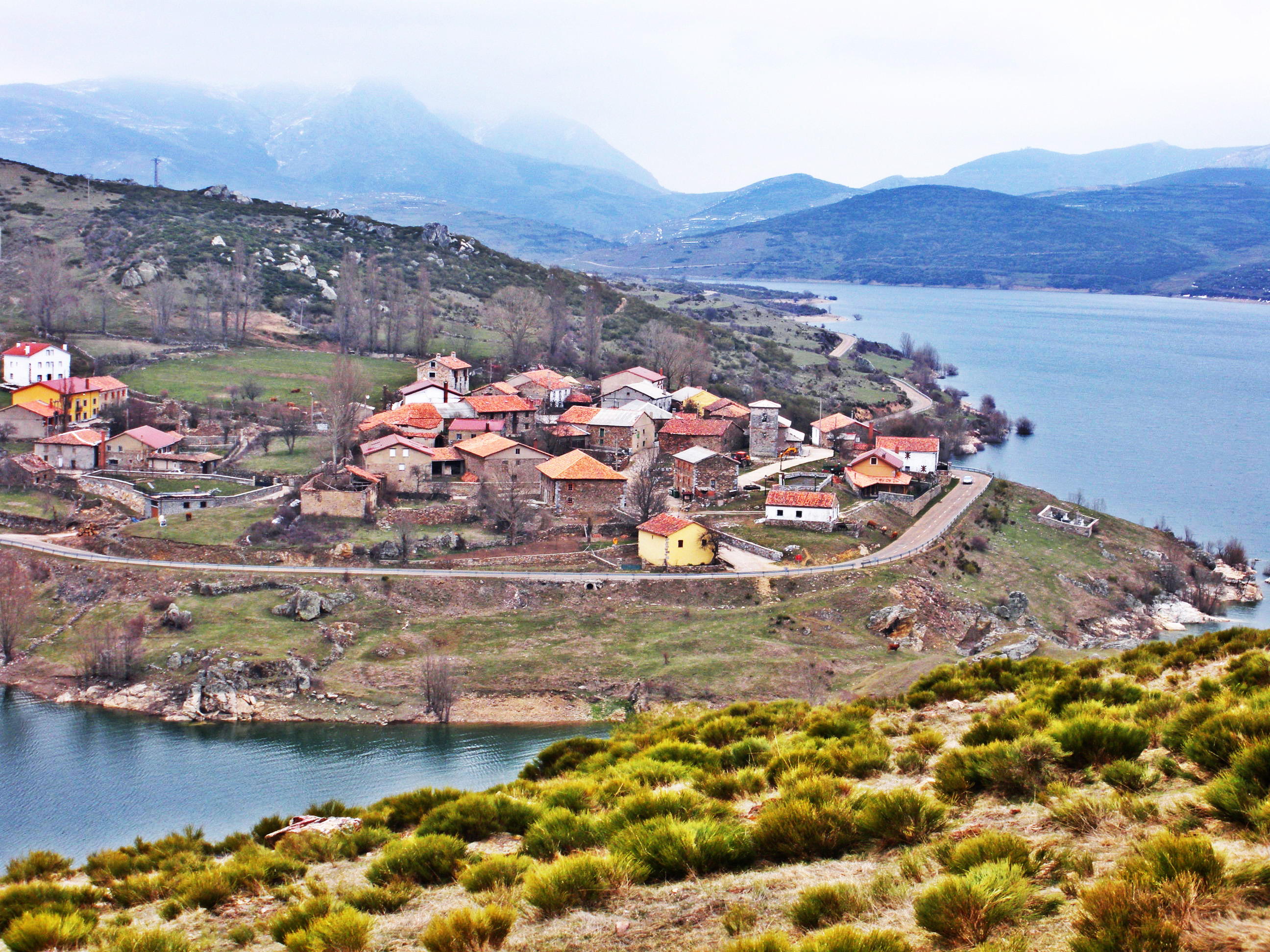
Alba de los Cardaños, un pequeño pueblo de montaña situado en plena Ruta de los Pantanos

Geográficamente situada al norte de Palencia (unos 100 km de la capital), siendo una de las áreas más septentrionales de Castilla.
Limita al oeste con la provincia de León, al norte con Cantabria, de la que la separa la Sierra de Híjar, la Sierra de Albas y el Macizo del Curavacas; al este con Burgos y al sur con la comarca palentina de Saldaña-Los Valles. En ella se pueden diferenciar dos sectores, el Alto Pisuerga y el Alto Carrión, aunque también pueden mencionarse otras subcomarcas como Fuentes Carrionas, La Pernía, La Braña, Campoo y Valdivia.
Se encuentran localizadas las máximas elevaciones de toda la cordillera Cantábrica (excluyendo el macizo de los Picos de Europa): Peña Prieta (2538 m), Curavacas (2524 m) y Espigüete (2450 m).
Las aguas recogidas por estas montañas dan origen al nacimiento de los dos ríos cuyos valles discurren paralelos hacia el sur de la provincia: El Pisuerga, al este, y el Carrión, al oeste, que dejan reposar sus aguas en los embalses de Requejada, de Aguilar y el de Ruesga, y en los de Camporredondo y Compuerto, respectivamente, formando entre ellos la ruta turística de la Ruta de los Pantanos.
Esta comarca forma parte de la cordillera Cantábrica, y se localiza en el borde meridional de la misma, aspecto que le otorga un carácter de espacio de transición entre dos unidades geomorfológicas: las montañas atlánticas y las llanuras de la cuenca sedimentaria del Duero.

## Municipios

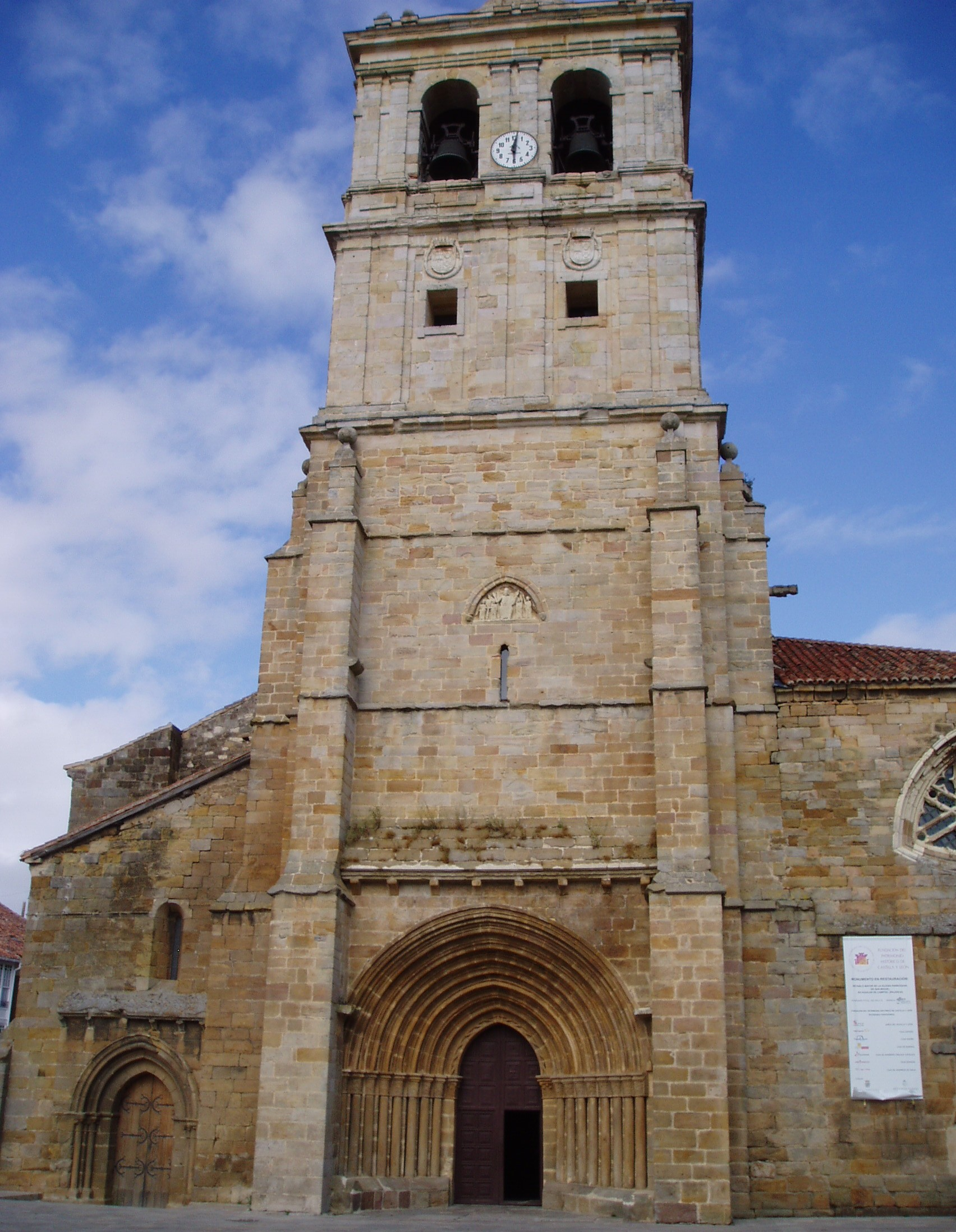
La Colegiata de San Miguel, en Aguilar de Campoo, templo gótico del

Conforman la comarca 18 municipios que agrupan 158 núcleos de población.
Los municipios y su población son:
| Municipio               | Población |
| ----------------------- | --------- |
| Aguilar de Campoo       | 6842      |
| Barruelo de Santullán   | 1183      |
| Berzosilla              | 41        |
| Brañosera               | 246       |
| Castrejón de la Peña    | 360       |
| Cervera de Pisuerga     | 2316      |
| Dehesa de Montejo       | 136       |
| Guardo                  | 6153      |
| La Pernía               | 320       |
| Mudá                    | 82        |
| Polentinos              | 42        |
| Pomar de Valdivia       | 463       |
| Respenda de la Peña     | 154       |
| Salinas de Pisuerga     | 317       |
| San Cebrián de Mudá     | 162       |
| Santibáñez de la Peña   | 1044      |
| Triollo                 | 64        |
| Velilla del Río Carrión | 1299      |
| Total                   | 21 224    |

## Fauna y flora

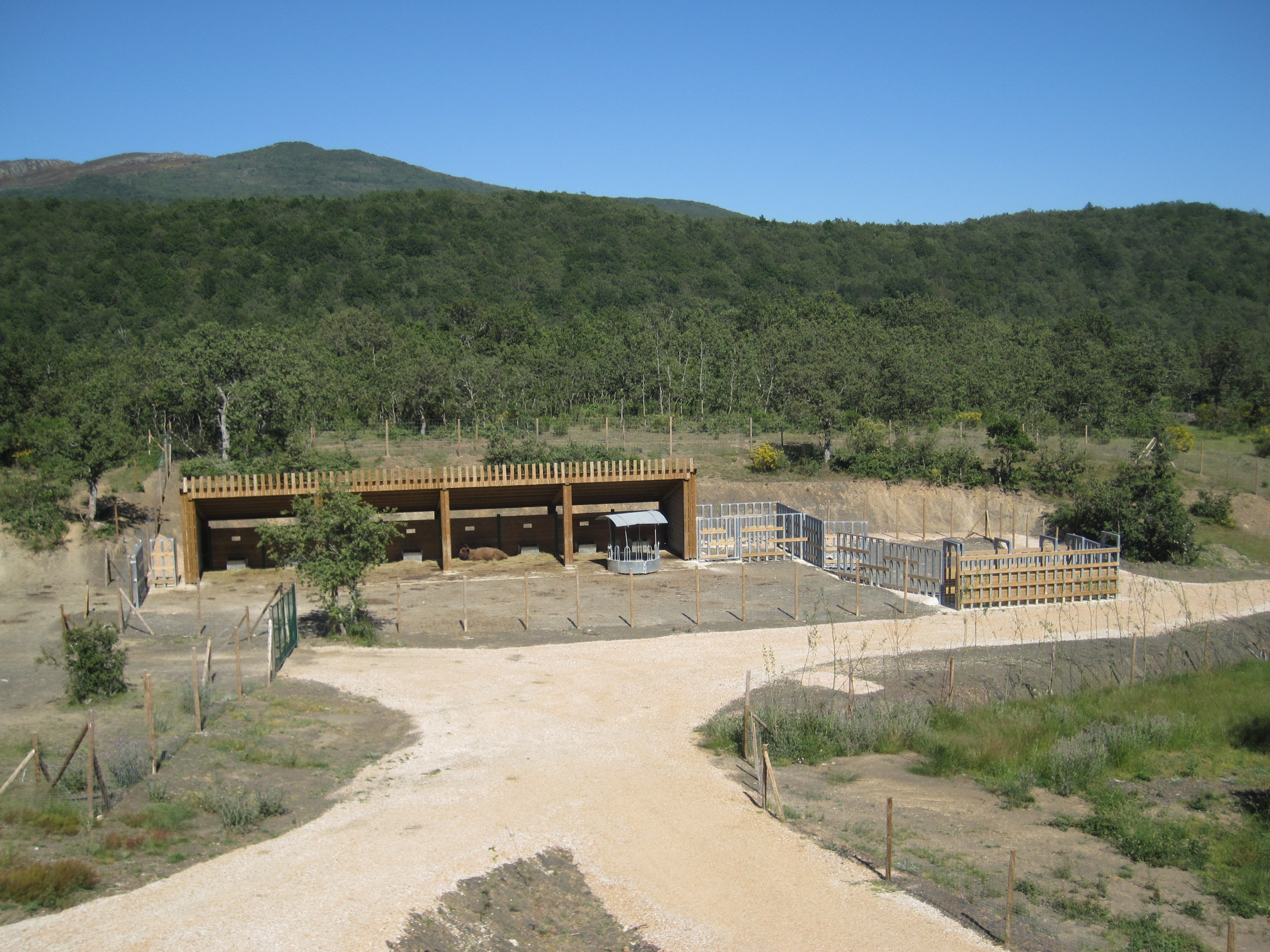
Parte de la Reserva del bisonte europeo en la localidad palentina de San Cebrián de Mudá

En los bosques encontramos gran riqueza de especies: roble, haya, pino albar, acebo, tejo y otros; excelentes zonas de pastos, líquenes y musgos, que garantizan la cantidad y calidad de caza; y los limpios ríos, la pesca en estos entornos, con excelentes ejemplares de trucha.
Los grandes mamíferos de la zona son los ciervos, corzos, jabalíes, lobos y osos pardos. Además, en junio de 2010 fueron introducidos en el municipio de San Cebrián de Mudá siete ejemplares de bisonte europeo (cinco hembras y dos machos), procedentes de Polonia.
Junto a estos paisajes de montaña se entremezclan otros de frondosos valles como del de Castillería, San Quirce, Redondos, Santullán y Covalagua. Este paisaje contrasta con los relieves de llamativas formas que se presentan en Las Tuerces y el Cañón de la Horadada.

## Demografía
La cifra de 16 hab/km es una cifra muy cercana al umbral de despoblamiento, a lo que se añaden preocupantes síntomas de envejecimiento y atonía en un saldo vegetativo tendente a la baja.

## Economía

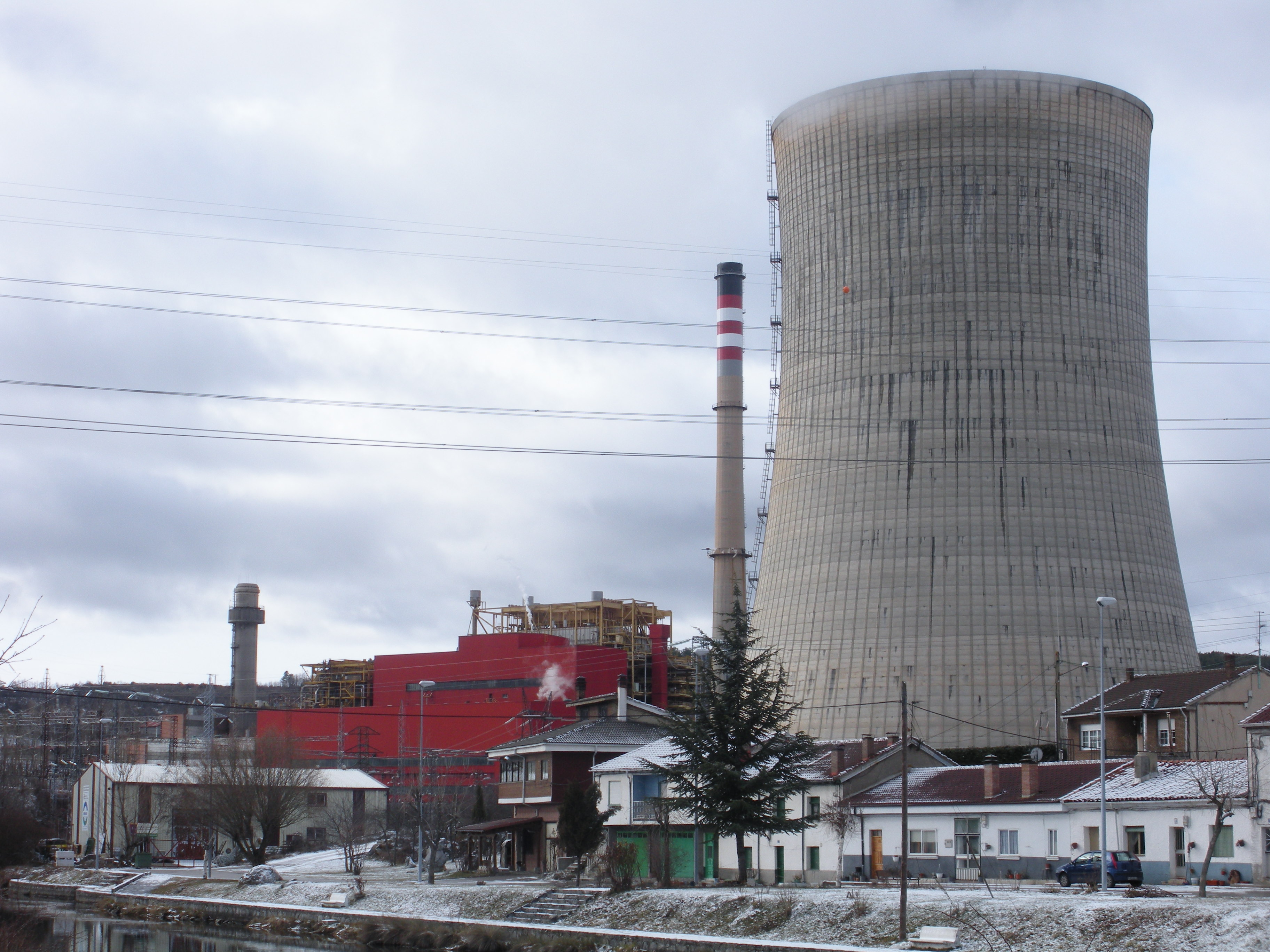
La central térmica de Velilla fue una de las últimas grandes industrias que perdió la comarca

La ganadería y la agricultura (en menor medida) han sido las actividades tradicionales dominantes. A finales del siglo XIX se produjo una súbita prosperidad en algunas localidades por la aparición de la minería del carbón (la cuenca minera palentina se encuentra íntegramente dentro de la comarca), aunque esta actividad ha desaparecido prácticamente en los últimos años. Debe destacarse también la industria química y la agroalimentaria; dentro de esta, las fábricas de galletas en Aguilar de Campoo (Galletas Gullón y Grupo Siro) son la industria más importante de la zona.
Dichas actividades, a excepción de la mencionada industria agroalimentaria, han ido perdiendo vigencia tras el éxodo rural y del desarrollo de nuevas formas de organización económica que han derivado en las crisis de las actividades básicas.
En la década de los 90, la Montaña Palentina se convirtió en un espacio emergente respecto al Turismo Rural, auspiciado por su medio físico, convertido para estos efectos en un recurso económico, junto con el patrimonio histórico-artístico.
Ha participado en iniciativas comunitarias contempladas dentro del marco de los programas de desarrollo rural de la Unión Europea, favoreciendo el turismo en esta región.

## Turismo

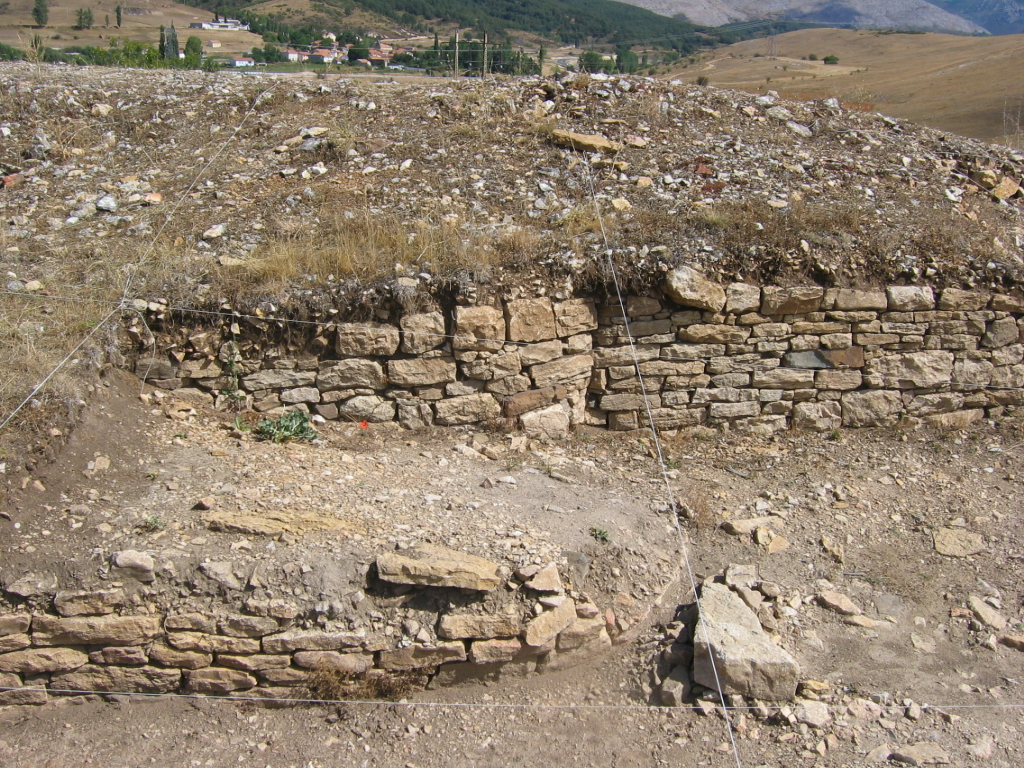
Restos del Castro de la Loma, en Santibáñez de la Peña, vestigio de la presencia de los Cántabros durante la Edad del Hierro

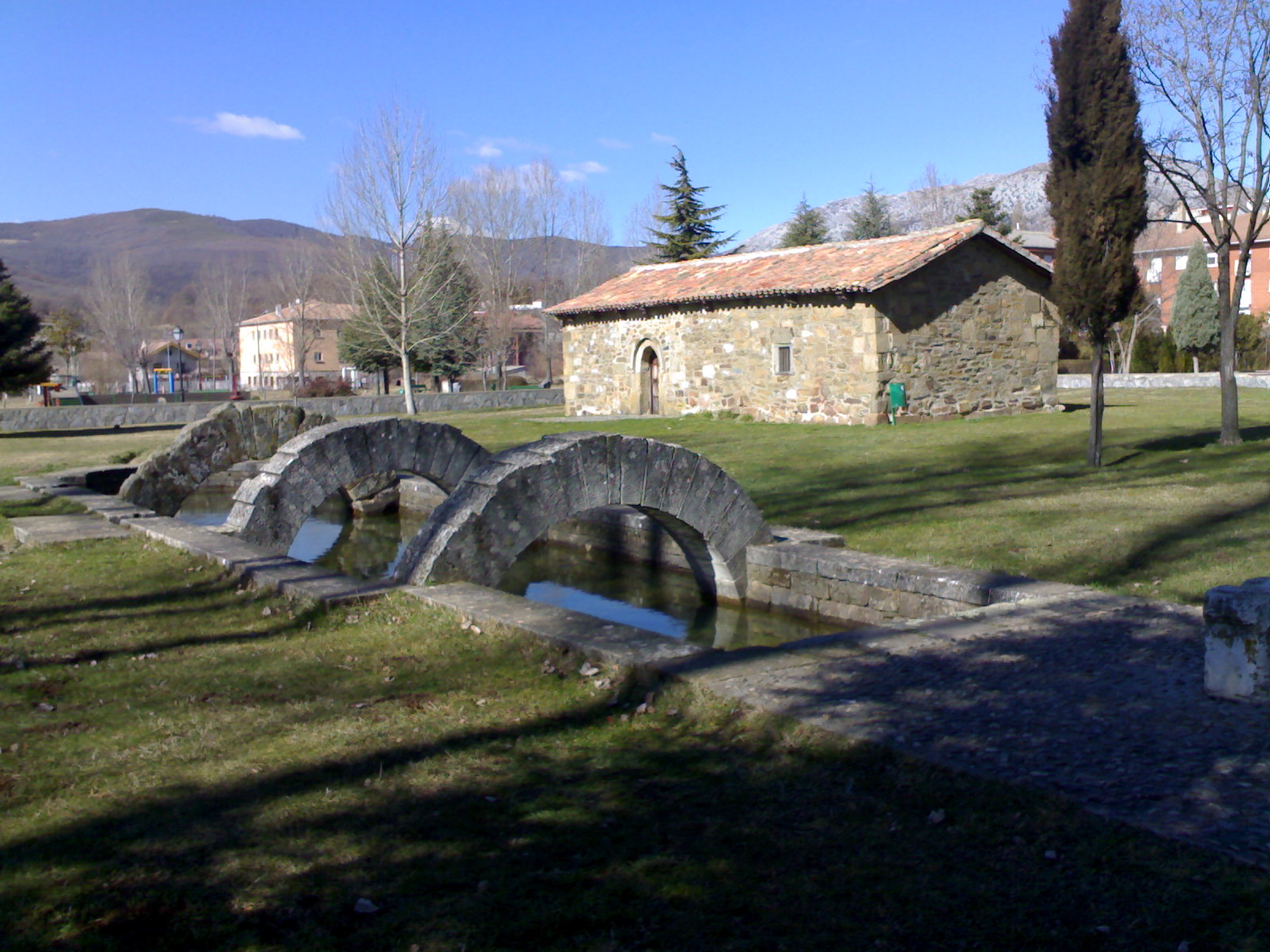
Las Fuentes Tamáricas, en Velilla del Río Carrión, uno de los oráculos citados por Plinio el Viejo en su Naturalis Historiae

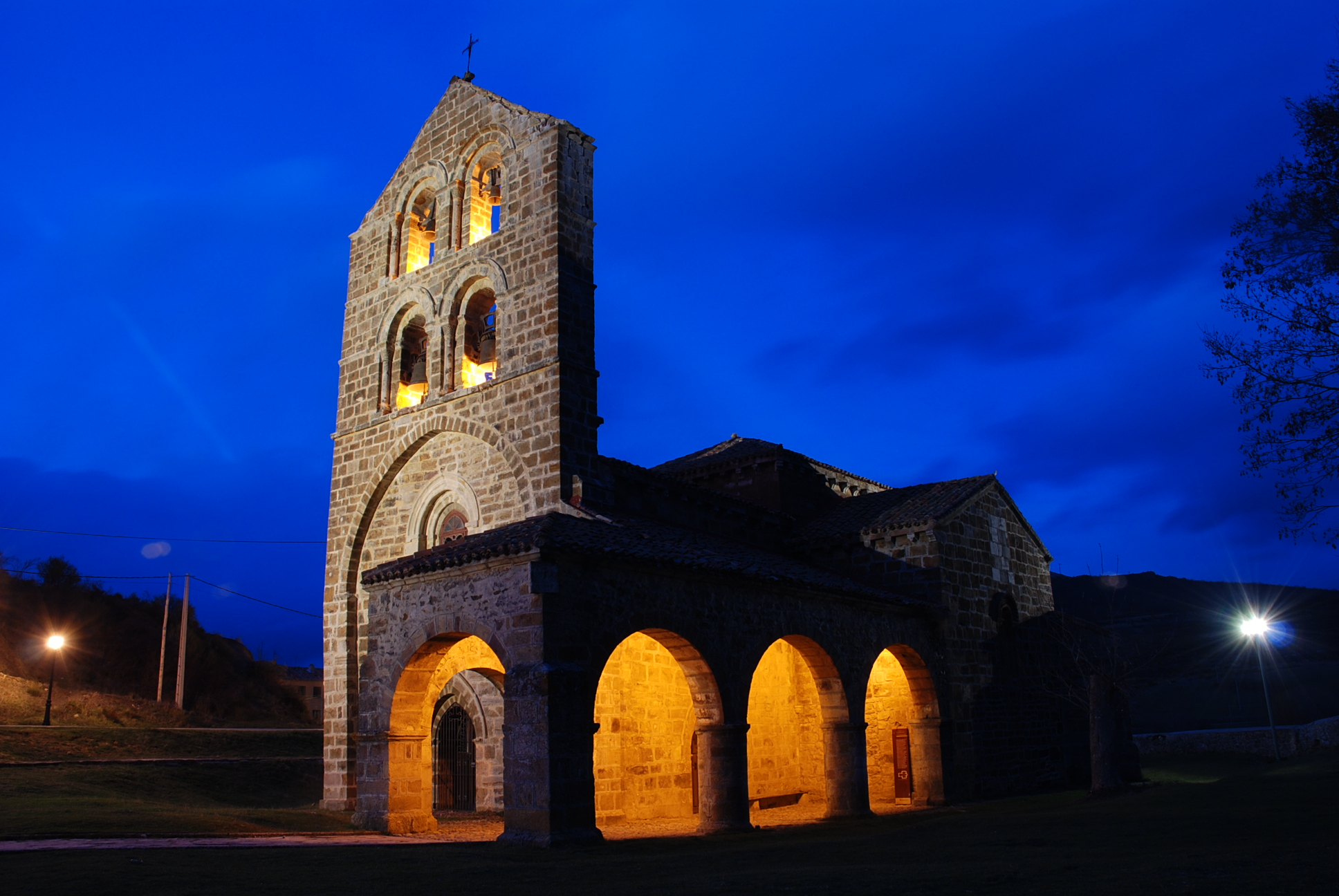
Colegiata de San Salvador, en San Salvador de Cantamuda

Motivación de la actividad turística:
- Creación del Coto Nacional de Caza de Fuentes Carrionas en 1966.[19]
- I Semana Provincial de Fuentes Carrionas, estudio de diversos aspectos del proyecto del Coto, así como contribuir a la divulgación de sus recursos naturales, a la vez que se pretendía promover una reglamentación adecuada para la caza, controlar las especies de caza mayor y pesca y mejorar las infraestructuras de transporte y comunicación, junto con las de alojamiento.[20]
- II Semana Provincial de Fuentes Carrionas, en la que se continuaban resaltando las mismas propuestas.[20]
- Marco del III Plan de Desarrollo, el Consejo Económico Sindical Nacional celebrado en 1971 recogía y ampliaba las propuestas en materia turística de años anteriores.[20]
- IV Consejo Económico y Social Sindical de Palencia, en 1972, extendió las actuaciones en dicha materia al sector oriental de la comarca, especialmente al valle de Santullán. Este valle, otrora dinámico gracias a la minería, se vio afectado a finales de la década de los sesenta por el cierre de las minas de carbón, ante lo cual los agentes públicos plantearon la reconversión socioeconómica de estos municipios potenciando actividades alternativas a la minería, entre las cuales el turismo se perfilaba como «una actividad catalizadora de riqueza».[20]
- III Asamblea Provincial de Turismo de Palencia, en 1974. Introducción de nuevas propuestas de actuación en materia turística, destacándose el potencial turístico de los espacios naturales de Las Tuerces y la Cueva de los Franceses, así como del patrimonio histórico-artístico, que había quedado relegado a un segundo plano en favor del aprovechamiento de los recursos naturales de la comarca.[20]
- Inauguración del Parador Nacional de Turismo en Cervera de Pisuerga en 1975. Hito en el panorama turístico de la Montaña Palentina, a través del cual se pretendía atraer a un turismo más seleccionado y cualificado. De esta forma, esta comarca pasó a formar parte de la red estatal de paradores de turismo y, por consiguiente, a ser un punto de referencia dentro del panorama turístico español.[20]
- Plan Provincial de Aprovechamiento de Recursos Turísticos de 1980, que se hacía eco de las mismas actuaciones de carácter deportivo y turísticos propuestas a lo largo de toda esta etapa.[20]
- Las políticas de desarrollo rural de la Unión Europea han sido aplicadas en la Montaña Palentina a través de la iniciativa comunitaria LEADER, cuyos dos programas, LEADER I (1991-1994) y LEADER II (1995-1999), han sido gestionados y aplicados en esta comarca a través del grupo de acción local FEDERACIÓN ADEMPA, bajo la estrategia de impulsar el desarrollo económico comarcal a través de una actividad, el turismo, y mediante la cooperación conjunta de los diferentes agentes locales, tanto públicos como privados. De esta forma, buena parte del presupuesto de los programas LEADER se han destinado a la promoción turística, al desarrollo del Turismo Rural y a la potenciación de actividades complementarias.[21]

### Locaciones turísticas
- Alta concentración de edificaciones románicas, el románico palentino norte (cuya candidatura fue presentada para ser Patrimonio de la Humanidad, pero no lo consiguió, por lo cual está en la Lista de Tentativas de la UNESCO.[22]
- Interesante paisaje industrial que se manifiesta en los vestigios resultantes de la actividad minera, entre los que cabe destacar el trazado ferroviario construido en los tiempos de esplendor de dicha actividad.[23]
- Construcciones tradicionales y la arquitectura popular.[23]
- La riqueza del paisaje la podremos disfrutar en varias rutas y desde diversos miradores.[23]
- Embalses aprovechados desde el punto de vista recreativo y paisajístico.[23]
- Realización de actividades como deportes acuáticos, rutas de senderismo, a caballo o en ciclo rail.[19]
- Casco urbano de Mudá con su característica peña totalmente ovalada.[24]

### Gastronomía
- De primer plato: legumbres de caldo espeso, sopas de ajo.[25]
- De segundo plato: Carne (Carne de Cervera y Montaña Palentina) guisadas, asadas... y en tiempo primaveral las sabrosas truchas.[25]
- Exquisiteces en esta zona: setas y caracoles, muy degustados por los lugareños.[25]